# Пстыго, Иван Иванович
Ива́н Ива́нович Псты́го (10 апреля 1918, Сухополь, Уфимская губерния — 23 февраля 2009, Москва) — советский лётчик штурмовой авиации в годы Великой Отечественной войны и военачальник, Герой Советского Союза (7.04.1978), кавалер семи орденов Красного Знамени, командующий ВВС Группы советских войск в Германии (1960—1967), командующий 16-й воздушной армией, начальник Центральной инспекции безопасности полётов авиации Вооружённых Сил СССР (1977—1983). Маршал авиации (29.04.1975).

## Биография

### Ранние годы
Родился 10 апреля 1918 года в деревне Сухополь ныне Инзерского сельсовета Архангельского района Башкирии. Белорус.
Учился в школе крестьянской молодёжи, а после переезда в столицу Башкирии — город Уфу — в уфимской средней школе № 3.

### Служба в Красной Армии до Великой Отечественной войны
В Красной Армии с 1936 года. В 1940 году окончил Энгельсское военное авиационное училище лётчиков и получил назначение в 211-й бомбардировочный авиационный полк Военно-воздушных сил Одесского военного округа.

Из проверок на областной комиссии мне больше всего запомнилось такое испытание. Состояло оно в том, что надо было бежать по тёмному коридору. Через 5-7 метров под тобой разверзался пол, и ты в темноте проваливался вниз, на спортивные маты. Тут же врач хватал тебя за руку и считал пульс. Затем пристально смотрел в глаза, определял твоё психическое состояние.— из книги И. И. Пстыго «Труженики неба»
.

### Великая Отечественная война
Начало Великой Отечественной войны лейтенант Пстыго встретил на полевом аэродроме у реки Днестр в должности командира звена. 22 июня 1941 года он в составе группы бомбардировщиков Су-2 211-го авиаполка выполнил свой первый боевой вылет. Всего на Су-2 он совершит 21 боевой вылет. В одном из них он стал свидетелем того, как соседний Су-2 был сбит Александром Покрышкиным, который принял новый тогда Су-2 за вражеский самолёт.

Было и такое: идем на задание, к нам пристраиваются два МиГ-3. Думаем, лететь с истребителями надёжнее. Вдруг происходит невероятное — один из МиГов точными выстрелами сбивает командира нашей эскадрильи и набрасывается на мой самолёт. Покачиваю машину с крыла на крыло, показываю наши опознавательные знаки. Это помогло… МиГ отошёл в сторону…
Спустя много лет, когда я учился в Академии Генерального штаба, рассказал об этом случае своим однокурсникам. В нашей группе учился трижды Герой Советского Союза Александр Покрышкин. Он попросил меня повторить рассказ.
Пересказал снова.
«Это был я», — смущённо и расстроенно заявил он.
«Шутишь, Саша?»
«Да какое там „шутишь“! В начале войны я действительно сбил Су-2. Был со мной такой страшный случай, не знал самолёты Сухого, ведь они появились в частях перед самой войной, а вид у них совсем необычный — подумал, что фашист…».
— из рассказа Пстыго Л. М. Кузьминой.
После падения Киева и Харькова, когда в 211-м бомбардировочном авиаполку осталось лишь 11 самолётов, лейтенанта Пстыго, в числе других лётчиков, направили переучиваться в город Балашов в авиационное училище, где им предстояло осваивать новый самолёт-штурмовик Ил-2. В 1941 году он вступил в коммунистичекую партию (впоследствии КПСС) и был её членом до 1991 года.
В последующие годы лётчик-штурмовик Иван Пстыго воевал на Юго-Западном, Сталинградском, где был родоначальником уличных боёв штурмовиков, Брянском, 1-м и 2-м Прибалтийском, 3-м Белорусском и 1-м Украинском фронтах в качестве командира эскадрильи, начальника воздушно-стрелковой службы штурмовой авиационной дивизии и авиационного корпуса, встретив День Победы в звании подполковника, командира 893-го штурмового Витебского Краснознамённого авиационного полка, добивавшего с воздуха деморализованные остатки немецких войск. Всего за годы войны Пстыго совершил 164 боевых вылета, сбив в воздушных боях лично 2 вражеских истребителя (один из них — в лобовой атаке).

### После войны
После войны был направлен на Высшие офицерские курсы ВВС в Липецк. А после их успешного окончания служил на Дальнем Востоке. В 1950-х был командиром 53-го смешанного авиационного корпуса (Елизово, Камчатка).
Затем — учёба в Академии Генерального штаба, по окончании которой в 1957 году назначен заместителем командующего ВВС Ленинградского военного округа.
С 1958 года — первый заместитель, а с 1960 года — командующий ВВС Группы советских войск в Германии. В подчинении командующего 16-й воздушной армии Пстыго находилась группировка в 64 000 человек личного состава, 1700 самолётов. В год сбивали до семи самолётов-нарушителей.
С 1967 года генерал-полковник И. И. Пстыго — заместитель главнокомандующего ВВС СССР по боевой подготовке. В 1975 году ему присвоено высшее воинское звание маршал авиации.
В 1977 году Пстыго поручено формировать Центральную инспекцию безопасности полётов Вооружённых Сил СССР, которую он же и возглавил. Тогда им была введена «формула безопасности полётов» как сумма слагаемых — качеств личного состава, законов лётной службы, регулярности полётов, руководства и управления полётами, надёжности авиационной техники. Эта «формула безопасности», построенная на опыте всей жизни Пстыго, действенна до сих пор.
Во время войны И. И. Пстыго дважды представлялся к званию Героя Советского Союза, но помешало репрессирование отца. Справедливость восстановили только в 1978 году.
Указом Президиума Верховного Совета СССР от 7 апреля 1978 года «за личное мужество и отвагу, проявленные в борьбе с немецко-фашистскими захватчиками в годы Великой Отечественной войны, большой вклад в подготовку и повышение боевой готовности войск в послевоенный период, освоение сложной боевой техники» маршалу авиации Пстыго Ивану Ивановичу присвоено звание Героя Советского Союза с вручением ордена Ленина и медали «Золотая Звезда» (№ 11300).
С 1983 года маршал авиации И. И. Пстыго — в Группе генеральных инспекторов Министерства обороны СССР. Всего за плечами Пстыго 59 лет военной службы.
Освоил 52 типа самолётов, лётный стаж 42 года. В небе провёл 7500 часов. Многим крылатым машинам, например, МИГ-21, МИГ-23, дал путёвку в жизнь.
В 1995 году, к 50-летию Победы, Министерство обороны РФ вручило Пстыго, в числе других крупных военачальников, маршальскую форму нового образца. «Пуговицы с орлами я сразу спорол и пришил пуговицы с гербом Советского Союза, — рассказал И. И. Пстыго 30 июня 1995 года в интервью газете „Правда“. — Шеврон тоже отрезал: нечего обезьянничать перед американцами! Ну а фуражку с двуглавым орлом просто бросил в саду: пусть в ней ворона совьёт себе гнездо. Ни по форме, ни по аксессуарам она моим убеждениям не подходит, а мне уже поздно менять убеждения».
25 июля 2003 года в Центральном музее Великой Отечественной войны 1941—1945 годов состоялся круглый стол «Курская битва: взгляд через шесть десятилетий», на котором Пстыго выступил с докладом «В небе над Курской дугой». В тот же день он был награждён памятной медалью «60 лет Курской битвы».

### Смерть
Последние годы Пстыго жил в Москве. Работал консультантом в Военно-воздушной инженерной академии имени Н. Е. Жуковского. После создания в 2008 году Службы генеральных инспекторов Министерства обороны Российской Федерации являлся генеральным инспектором Службы до последних дней жизни.
Иван Иванович умер 23 февраля 2009 года на 91-м году жизни. Он был похоронен 26 февраля на Троекуровском кладбище в Москве.

## Награды

### Советские
- Медаль «Золотая Звезда» Героя Советского Союза № 11300 (7 апреля 1978);
- два Ордена Ленина (26.10.1955, 07.04.1978);
- Орден Октябрьской Революции (11.01.1974);
- семь Орденов Красного Знамени (30.08.1942, 23.10.1942, 08.03.1945, 1953, 1956, 1968, 21.02.1969)[11];
- орден Александра Невского (08.03.1944);
- два Ордена Отечественной войны 1-й степени (01.09.1943, 11.03.1985);
- Орден Красной Звезды (17.05.1951);
- орден «За службу Родине в Вооружённых Силах СССР» 3-й степени (08.04.1988);
- четырнадцать боевых медалей.

### Российские
- Орден «За заслуги перед Отечеством» 4-й степени (08.04.2008);
- медали.

### Иностранные
- Иностранные награды.

### Почётные звания
- Заслуженный военный лётчик СССР (1967);
- Почётный гражданин Волгограда (29 мая 2003 года).

## Память
- 15 апреля 2018 года памятник Маршалу авиации И. И. Пстыго открыт в здании Службы безопасности полётов авиации Вооружённых Сил Российской Федерации (СБП РФ) в Москве[12]
- 25 апреля 2018 года на базе СБП РФ проведена научно-практическая конференция «Актуальные проблемы безопасности полётов», посвященная 100-летнему юбилею маршала авиации И. И. Пстыго[13]